# جاده ای۱۸۹
جاده ای۱۸۹ (انگلیسی: A189 road) یکی از جاده‌های کشور انگلستان است.
این جاده از شهرک گیتس‌هد شروع و در شهرک اشینگتون به پایان می‌رسد، طول این جاده ۳۳.۳ کیلومتر است.